# Československá hokejová liga 1976/1977
34. ročník Československé hokejové ligy 1976/77 se hrál pod názvem I. liga.

## Herní systém
12 účastníků v jedné skupině, hrálo se čtyřkolově systémem každý s každým. Poslední mužstvo sestoupilo.

## Pořadí
| Poř. | Tým                     | Zápasy | Výhry | Remízy | Porážky | Skóre   | Body |
| ---- | ----------------------- | ------ | ----- | ------ | ------- | ------- | ---- |
| 1.   | Poldi SONP Kladno       | 44     | 33    | 4      | 7       | 214:111 | 70   |
| 2.   | Dukla Jihlava           | 44     | 32    | 5      | 7       | 183:90  | 69   |
| 3.   | Sparta ČKD Praha        | 44     | 23    | 6      | 15      | 156:131 | 52   |
| 4.   | Tesla Pardubice         | 44     | 20    | 10     | 14      | 175:145 | 50   |
| 5.   | Motor České Budějovice  | 44     | 18    | 8      | 18      | 154:156 | 44   |
| 6.   | Slovan CHZJD Bratislava | 44     | 19    | 6      | 19      | 118:125 | 44   |
| 7.   | TJ Vítkovice            | 44     | 17    | 7      | 20      | 159:160 | 41   |
| 8.   | Škoda Plzeň             | 44     | 17    | 6      | 21      | 178:191 | 40   |
| 9.   | CHZ Litvínov            | 44     | 16    | 8      | 20      | 144:190 | 40   |
| 10.  | VSŽ Košice              | 44     | 15    | 7      | 22      | 176:176 | 37   |
| 11.  | Zetor Brno              | 44     | 11    | 7      | 26      | 119:168 | 29   |
| 12.  | TJ Gottwaldov           | 44     | 3     | 6      | 35      | 119:252 | 12   |

## Nejlepší střelec
Milan Nový (Poldi SONP Kladno) - 59 gólů

## Nejproduktivnější hráči
| Poř. | Hráč              | Mužstvo                 | Zápasy | Góly | Asistence | Body |
| ---- | ----------------- | ----------------------- | ------ | ---- | --------- | ---- |
| 1.   | Milan Nový        | Poldi SONP Kladno       | 44     | 59   | 30        | 89   |
| 2.   | Vincent Lukáč     | VSŽ Košice              | 44     | 48   | 34        | 82   |
| 3.   | Eduard Novák      | Poldi SONP Kladno       | 42     | 37   | 26        | 63   |
| 4.   | Ivan Hlinka       | CHZ Litvínov            | 43     | 39   | 23        | 62   |
| 5.   | Bohuslav Ebermann | Škoda Plzeň             | 44     | 31   | 25        | 56   |
| 6.   | Jiří Novák        | Tesla Pardubice         | 43     | 30   | 23        | 53   |
| 7.   | Miroslav Klapáč   | Škoda Plzeň             | 44     | 30   | 23        | 53   |
| 8.   | Peter Šťastný     | Slovan CHZJD Bratislava | 44     | 24   | 26        | 50   |
| 9.   | Vladimír Martinec | Tesla Pardubice         | 42     | 28   | 21        | 49   |
| 10.  | Marián Šťastný    | Slovan CHZJD Bratislava | 43     | 28   | 20        | 48   |

## Soupisky mužstev

### Poldi SONP Kladno
Milan Kolísek (1/2,00/86,7),
Miroslav Krása (24/2,70/90,8),
Miroslav Termer (23/2,37/92,4) –
Bohumil Čermák (44/6/6/18),
František Kaberle (44/4/24/26),
Antonín Melč (22/0/3/4),
Jan Neliba (42/5/6/31),
František Pospíšil (42/8/28/22),
Otakar Vejvoda (36/1/5/26),
Jaroslav Vinš (43/5/18/14) –
Lubomír Bauer (43/11/13/14),
Jiří Filip (3/0/0/0),
Jiří Kopecký (15/1/2/4),
Miroslav Křiváček (42/20/18/6),
Zdeněk Müller (44/13/18/12),
Zdeněk Nedvěd (44/13/18/12),
Eduard Novák (44/37/26/45),
Jan Novotný (17/1/3/4),
Milan Nový (44/59/34/22),
Milan Skrbek (41/8/6/30),
Václav Sýkora (43/11/16/10),
Ladislav Vysušil (39/8/6/18) –
trenéři Jaroslav Volf a Václav Slánský

### Sparta ČKD Praha
Jiří Holeček (38/2,70/-/-),
Vladislav Honc (1/3,00/-/-),
Luděk Pakan (1/6,00/-/-),
Jaroslav Radvanovský (9/2,70/-/-) -
Zdeněk Hňup (7/0/0/0),
Vladimír Kostka (30/1/8/14),
Miroslav Kuneš (44/2/5/42),
Vladimír Nejedlý (36/3/2/15),
Karel Pavlík (41/6/9/4),
Jaroslav Šíma (43/6/6/32),
Vladislav Vlček (41/3/5/10),
Jan Zajíček (41/4/8/68) -
Karel Holý (43/11/10/48),
Václav Honc (44/13/16/14),
Jiří Jána (24/2/3/20),
František Kalivoda (44/9/4/12),
Miroslav Kasík (1/0/0/2),
Jiří Kochta (32/13/13/6),
Jaroslav Mec (44/20/18/34),
Tomáš Netík (18/0/0/2),
Jiří Nikl (40/10/11/28),
Lubomír Pěnička (44/7/8/8),
Pavel Richter (-/-/-/-),
Luděk Škaloud (23/5/3/0),
Jindřich Vícha (38/21/8/41),
František Vorlíček (21/3/2/12),

### Škoda Plzeň
Čechura (-/-/-/-),
Josef Hovora (-/-/-/-),
Primas (-/-/-/-) -
Vladimír Bednář (-/-/-/-),
Vítězslav Ďuriš (-/-/-/-),
Milan Kajkl (-/-/-/-),
Jiří Neubauer (-/-/-/-),
Miloslav Pecka (-/-/-/-),
Jaroslav Rosický (-/-/-/-),
Jindřich Setíkovský (-/-/-/-),
Karel Trachta (-/-/-/-) -
Bohuslav Ebermann (44/31/25/-),
Pavel Huml (-/-/-/-),
Miroslav Klapáč (44/30/23/-),
Josef Kočí (-/-/-/-),
Václav Košan (-/-/-/-),
Milan Kraft (-/18/-/-),
Petr Otte (-/-/-/-),
Václav Ruprecht (-/-/-/-),
Zdeněk Schejbal (-/-/-/-),
Marek Sýkora (-/17/-/-),
Petr Vrabec (-/23/-/-)

### CHZ Litvínov
Jan Hrabák (10/3,90/-/-),
Miroslav Kapoun (38/3,05-/-),
Jiří Svoboda (9/3,89/-/-) -
Zdeněk Bahenský (20/3/1/-),
Jiří Bubla (40/9/28/-),
Miroslav Daněk (41/0/1/-),
Arnold Kadlec (8/3/0/-),
Jordan Karagavrilidis (34/1/1/-),
Jaroslav Kůrovec (34/0/1/-),
Vladimír Macholda (41/2/2/-),
Miroslav Rykl (40/1/1/-),
Jan Vopat (31/3/1/-) -
Josef Beránek (7/0/1/-),
Jan Deus (18/1/0/-),
Ivan Hlinka (43/9/23/-),
Jaroslav Hübl (34/6/7/-),
Jindřich Kokrment (35/9/11/-),
Stanislav Kousek (40/7/3/-),
Petr Leška (42/6/10/-),
Vladimír Machulda (34/8/4/-),
Stanislav Motl (1/0/0/-),
Petr Opačitý (34/7/10/-),
Jan Szturczek (1/0/0/-),
Miloš Tarant (44/14/15/-),
Josef Ulrych (44/22/17/-),
Antonín Waldhauser (18/0/0/-),
Ondřej Weissmann (2/0/0/-),
Dušan Zikmund (35/5/5/-)

### Zetor Brno
Radomír Daněk (10/2,10/-/-)
Vladimír Dzurilla (43/3,36/90,0/-),
Karel Lang (1/-/-/-),
Dušan Talášek (2/-/-/-) –
Ctirad Fiala (41/2/2/-),
Lubomír Hrstka (42/2/0-),
Oldřich Machač (37/7/15/-),
Lubomír Oslizlo (16/0/2/24),
Pavel Pazourek (44/1/2/22),
František Tulec (42/4/3/-),
Otto Železný (43/2/1/22) –
Zdeněk Balabán (42/4/3/-),
Rostislav Čada (37/5/2/-),
Josef Černý (40/13/13/-),
Svatopluk Číhal (40/10/14/-),
Zdeněk Chocholatý (35/5/4/-),
Vladimír Kovář (1/0/0/-),
Vladimír Kunc (38/4/9/26),
Zdeněk Mráz (42/21/24/-),
Karel Nekola (44/21/16/24),
Jiří Otoupalík (23/1/2/12),
Jaromír Pořízek (11/2/0/-),
Vlastimil Vajčner (27/6/4/12),
Luděk Vojáček (41/7/5/42),
František Vorlíček (19/2/1/-) –
trenér Jaroslav Jiřík, asistent Vladimír Nadrchal

### TJ Gottwaldov
Pavel Pertl (42/5,49/87,3/-),
Horst Valášek (17/6,53/84,2/-) -
Josef Franěk (15/0/0/-),
Jaromír Hanačík (38/6/8/-),
Josef Jenáček (42/3/2/-),
Miroslav Michalovský (43/8/6/-),
Miloslav Sedlák (42/7/7/-),
Petr Šivic (20/3/0/-),
Zdeněk Venera (35/3/3/-),
Jiří Zajíc (3/0/0/-)
Ladislav Zavrtálek (12/0/0/-) -
Jan Balun (22/3/3/-),
Zdeněk Čech (31/14/4/-),
Milan Hain (6/0/2/-),
Pavel Jiskra (14/1/2/-),
František Krejčí (18/5/0/-),
Ladislav Maršík (35/8/6/-),
Luděk Pelc (44/8/9/-),
Stanislav Přikryl (9/1/1/-),
Dalibor Ptáček (13/0/0/-),
Jaroslav Santarius (14/5/5/-),
Rudolf Smetana (31/3/3/-),
Jaroslav Stuchlík (18/4/2/-),
Ota Štěpaník (23/3/0-),
Zdislav Tabara (1/0/0/-),
Petr Vašek (43/4/5/-),
Antonín Veselý (41/17/7/-),
Lubomír Vlk (30/3/0/-),
Jiří Vodák (42/10/6/-)

## Kvalifikace o I. ligu
- Slezan STS Opava - Dukla Trenčín 2:4 (7:2, 3:0, 0:5, 2:3, 2:5, 3:4)[3]

## Rozhodčí

### Hlavní
- Jiří Adam
- Alexander Aubrecht
- Milan Barnet
- Rudolf Baťa
- Jan Budinský
- Ivo Filip
- Milan Jirka
- Libor Jursa
- Luděk Matěj
- Juraj Okoličány
- Aleš Pražák
- František Sirotek
- Vilém Turek

### Čároví
- Štefan Baštuga -   Ivan Marko
- Jaroslav Bulant -  Ivan Postránecký
- Jindřich Čistota -  Ota Rejč
- František Němec -  Ivan Koval
- František Duba -  Václav Les
- Vlastislav Horák -   Pavel Barvíř
- Luděk Exner -  Karel Sládeček
- Josef Novotný -  Miroslav Průcha
- Milan Mišura -   František Martinko
- Zdeněk Bouška -  Jindřich Simandl
- Ján Macho -   Ján Poracký
- Ivan Šutka -   Jozef Vrábel